# Tomasz Jodłowiec
Tomasz Jodłowiec (Żywiec, Polonia, 8 de septiembre de 1985) es un futbolista polaco que juega de centrocampista en el Podbeskidzie Bielsko-Biała de la I Liga de Polonia.

## Trayectoria
Jodłowiec comenzó su carrera futbolística en el Koszarawa Żywiec de su ciudad natal, para luego unirse al Widzew Łódź en 2004. Fue traspasado al ŁKS Łódź y posteriormente al Podbeskidzie Bielsko-Biała. 
Debutó por primera vez en la Ekstraklasa en julio de 2006 con el Dyskobolia Grodzisk Wielkopolski. En 2008 se trasladó a la capital polaca cuando el Dyskobolia se fusionó con el  Polonia Varsovia. Jodłowiec fue seguido de cerca por el Nápoles de la Serie A italiana en enero de 2009, pero rechazó la oferta por razones familiares. El 19 de febrero de 2013, Tomasz firmó un contrato de 3 años con el Legia de Varsovia. Tras renovar con el club, fue cedido en enero de 2018 al Piast Gliwice. Finalizado su contrato con el Legia, se unió al Piast hasta 2022.

## Internacional
Jodłowiec debutó con la selección de Polonia el 11 de octubre de 2008, en un partido de la clasificación para la Copa Mundial de Fútbol de 2010, como sustituto de Rafał Murawski en el partido contra la República Checa. Su primer partido completo tuvo lugar el 14 de diciembre del mismo año, en un amistoso frente a Serbia. Jodłowiec formó parte del plantel de la selección polaca en la Eurocopa 2016.

## Clubes
| Club                             | País    | Año       | Partidos | Goles |
| -------------------------------- | ------- | --------- | -------- | ----- |
| Widzew Łódź                      | Polonia | 2004      | 5        | 0     |
| ŁKS Łódź                         | Polonia | 2005      | 1        | 0     |
| Podbeskidzie Bielsko-Biała       | Polonia | 2006      | 11       | 1     |
| Dyskobolia Grodzisk Wielkopolski | Polonia | 2006–2008 | 69       | 0     |
| Polonia Varsovia                 | Polonia | 2008–2012 | 118      | 6     |
| Śląsk Wrocław                    | Polonia | 2012–2013 | 21       | 4     |
| Legia de Varsovia                | Polonia | 2013–2019 | 202      | 18    |
| → Piast Gliwice                  | Polonia | 2018–2019 | 42       | 5     |
| Piast Gliwice                    | Polonia | 2019–2022 | 54       | 1     |
| Podbeskidzie Bielsko-Biała       | Polonia | 2022–     |          |       |

## Palmarés
Piast Gliwice
- Ekstraklasa (1): 2018-19.

Legia de Varsovia
- Ekstraklasa (4):  2012-13, 2013-14, 2015-16, 2016-17.
- Copa de Polonia (3): 2012-13, 2014-15, 2015-16.

Śląsk Wrocław
- Supercopa de Polonia (1): 2012.

Dyskobolia Grodzisk Wielkopolski
- Copa de Polonia (1): 2006-07.
- Copa de la Liga de Polonia (2): 2006-07, 2007-08.